# Средний (рудник)

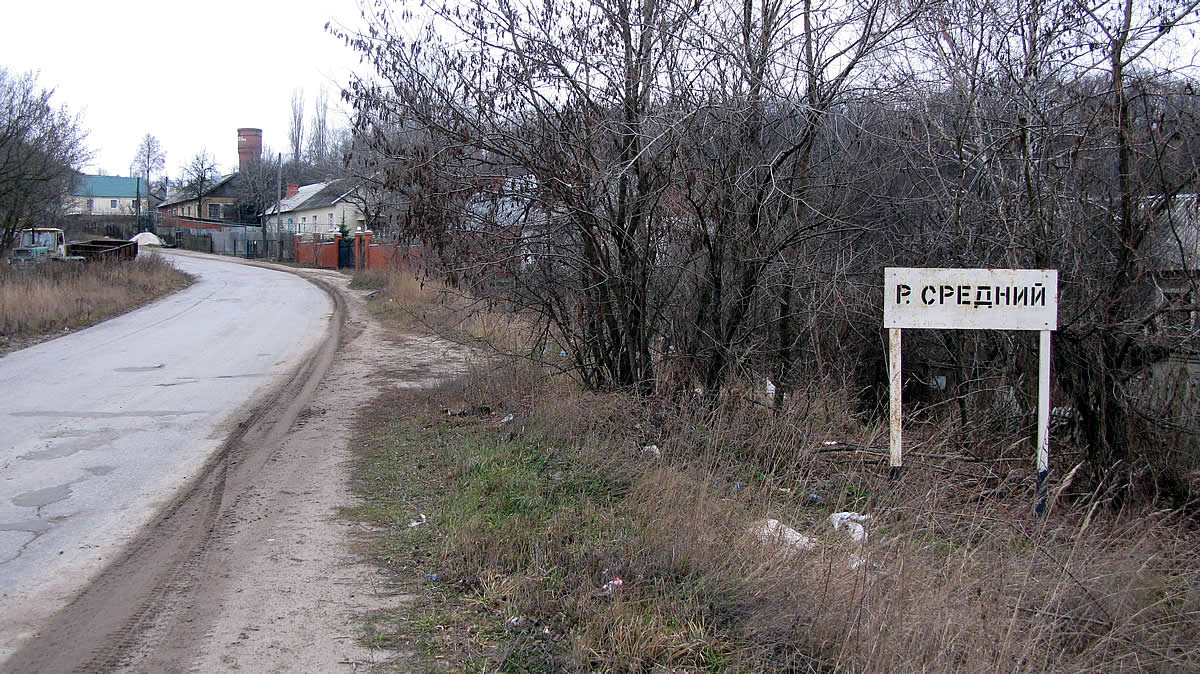
Въезд на рудник Средний со стороны г. Семилуки

Сре́дний (также этим наименованием называют и поселение в округе рудника) — рудник Латненского месторождения глин в Семилукском районе Воронежской области. Расположен между посёлком Орлов Лог и городом Семилуки, по дороге из города Семилуки в село Девица.

## О руднике
Начал свою работу 31 мая 1958 года. Эксплуатируется по сей день. В настоящее время отработанные отвалы рудника используются МКП «Производственное объединение по обращению с отходами», в качестве полигона по захоронению отходов производства и твердых бытовых отходов (ТБО) основная масса которых поступает от населения и предприятий города Воронежа.

## Экология
На территории полигона ТБО рудника «Средний», эксплуатация, которого в настоящее время ведётся в режиме переполнения, происходит заражение подземных вод аммонием, барием, железом, алюминием, фтором, нефтепродуктами и другими вредными компонентами.